# Běhařov
Běhařov (deutsch Wihorschau, früher auch Wiharzau, Wihorau) ist eine Gemeinde im Okres Klatovy in Tschechien. Sie liegt zwölf Kilometer südwestlich von Klatovy.

## Geographie
Běhařov befindet sich oberhalb des Tals der Úhlava in der Chudenická vrchovina.

## Geschichte
Běhařov wurde 1352 das erste Mal schriftlich erwähnt, als die Feste in die Hände der Herren von Běhařov kam. Das Geschlecht hielt das Dorf bis in das 16. Jahrhundert. Danach besaßen es die Fremunt von Stropčice, und später die Měsíčký von Výškov. Es folgten weitere Familien, von denen die Hubati von Kotnov im Ort ein einstöckiges Schloss errichteten. 1839 hatte das Dorf 516 Einwohner, vor allem Landwirte und Handwerker. 1918 kaufte der Maler Alois Kalvoda das Schloss und adaptierte es für seine Sommerschule der Landschaftsmalerei.

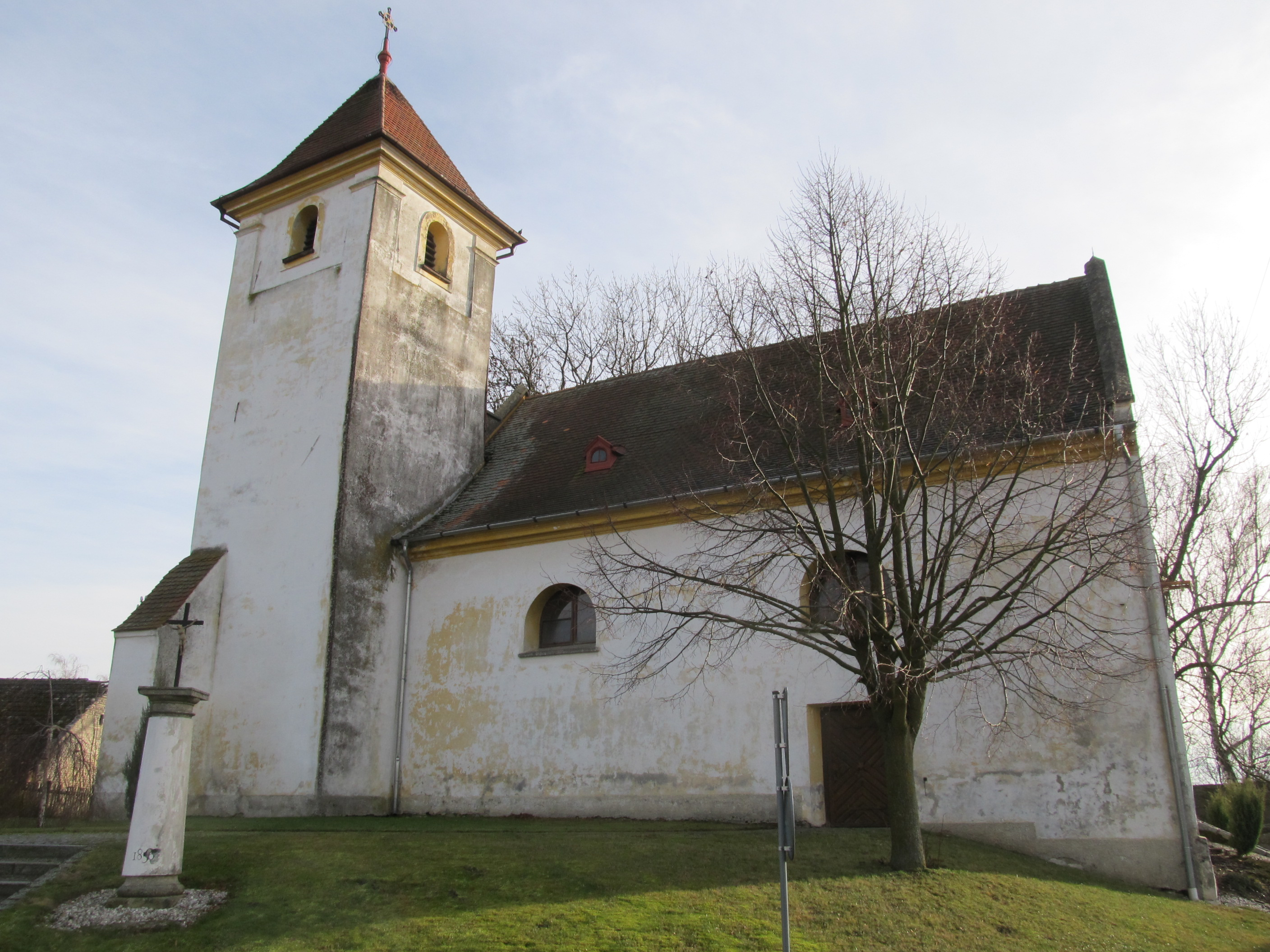
Kirche des hl. Prokop

## Gemeindegliederung
Die Gemeinde Běhařov besteht aus den Ortsteilen und Katastralbezirken Běhařov und Úborsko (Auborsko).

## Sehenswürdigkeiten
- Kirche St. Prokop, überbaut im Barockstil

## Persönlichkeiten
- Alois Kalvoda, Landschaftsmaler und „Retter“ des sich im 19. Jahrhundert verfallenden Schlosses.
- Karel Kupka (1905–1971), Landschaftsmaler